# Liste der Kirchen im Kirchenkreis Zossen-Fläming
Die Liste der Kirchen im Kirchenkreis Teltow-Fläming ist eine vollständige Auflistung aller Kirchengebäude des Kirchenkreises Zossen-Fläming der Evangelischen Kirche Berlin-Brandenburg-schlesische Oberlausitz.
Folgende Landkreise und kreisfreie Städte sind teilweise oder insgesamt Bestandteil des Kirchenkreises und werden in der Liste mit Abkürzungen gekennzeichnet:
- TF Landkreis Teltow-Fläming
- LDS Landkreis Dahme-Spreewald

## Liste
| Ort                  | Kirchengemeinde                  | Region                                                | Kirche                             | Land- kreis Koord. | Bauzeit                  | Besonderheiten | Abbildung |
| -------------------- | -------------------------------- | ----------------------------------------------------- | ---------------------------------- | ------------------ | ------------------------ | --- | --------- |
| Blankenfelde         | Blankenfelde und Jühnsdorf       | Region 1: Blankenfelde-Mahlow-Rangsdorf               | Dorfkirche Blankenfelde            | TF Koord.          | 13. Jahrhundert          | Feldstein, 1978 nach einem technischen Defekt ausgebrannt und 1981 erneut errichtet                                                                     |           |
| Diedersdorf          | Diedersdorf-Dahlewitz            | Region 1: Blankenfelde-Mahlow-Rangsdorf               | Dorfkirche Diedersdorf             | TF Koord.          | 14. Jahrhundert          | Feldstein, Hufeisenempore mit integriertem Orgelprospekt                                                                                                |           |
| Dahlewitz            | Diedersdorf-Dahlewitz            | Region 1: Blankenfelde-Mahlow-Rangsdorf               | Dorfkirche Dahlewitz               | TF Koord.          | 13. Jahrhundert          | Feldstein, Buntglasfenster des Blankenfelder Künstlers KAGO Gottwald                                                                                    |           |
| Glasow               | Mahlow-Glasow                    | Region 1: Blankenfelde-Mahlow-Rangsdorf               | Dorfkirche Glasow                  | TF Koord.          | 13. Jahrhundert          | Feldstein, 1991 wurden zwei Schnitzfiguren aus der ersten Hälfte des 18. Jahrhunderts gestohlen                                                         |           |
| Groß Machnow         | Rangsdorf-Groß Machnow           | Region 1: Blankenfelde-Mahlow-Rangsdorf               | Dorfkirche Groß Machnow            | TF Koord.          | 13. Jahrhundert          | Feldstein, Altarretabel aus dem Jahr 1699, das im Hauptfeld die Kreuzigung Christi zeigt                                                                |           |
| Klein Kienitz        | Rangsdorf-Groß Machnow           | Region 1: Blankenfelde-Mahlow-Rangsdorf               | Dorfkirche Klein Kienitz           | TF Koord.          | 13. Jahrhundert          | Feldstein, reichhaltiges Altarretabel aus der zweiten Hälfte des 17. Jahrhunderts, das im Hauptfeld die Kreuzigung Christi zeigt                        |           |
| Jühnsdorf            | Blankenfelde-Jühnsdorf           | Region 1: Blankenfelde-Mahlow-Rangsdorf               | Dorfkirche Jühnsdorf               | TF Koord.          | 14. Jahrhundert          | Feldstein, 1869 um eine Apsis aus gelben Mauersteinen in Anlehnung an den Baustil Stülers erweitert                                                     |           |
| Rangsdorf            | Rangsdorf-Groß Machnow           | Region 1: Blankenfelde-Mahlow-Rangsdorf               | Dorfkirche Rangsdorf               | TF Koord.          | 1888 bis 1890            | Mauerstein, Kanzelaltar aus dem Jahr 1717, der vermutlich aus einem Vorgängerbau stammt                                                                 |           |
| Mahlow               | Mahlow-Glasow                    | Region 1: Blankenfelde-Mahlow-Rangsdorf               | Dorfkirche Mahlow                  | TF Koord.          | 13. Jahrhundert          | Feldstein, Bronzeglocke aus dem Jahr 1508, die älteste Glocke im Teltow                                                                                 |           |
| Ahrensdorf           | Ahrensdorf                       | Region 2: Ludwigsfelde und Trebbin                    | Dorfkirche Ahrensdorf              | TF Koord.          | 14. Jahrhundert          | Feldstein, über der Kanzel befindet sich eine Kanzeluhr                                                                                                 |           |
| Christinendorf       | Christinendorf-Glienick          | Region 2: Ludwigsfelde und Trebbin                    | Dorfkirche Christinendorf          | TF Koord           | 1754                     | Mauerstein, Orgel von Wilhelm Remler aus dem Jahr 1877                                                                                                  |           |
| Genshagen            | Löwenbruch                       | Region 2: Ludwigsfelde und Trebbin                    | Dorfkirche Genshagen               | TF Koord           | 14. Jahrhundert          | Feldstein, Ölgemälde von Bernhard Rode aus dem 18. Jahrhundert, das die Drei Marien am Grab von Jesus Christus zeigt                                    |           |
| Glienick             | Christinendorf-Glienick          | Region 2: Ludwigsfelde und Trebbin                    | Dorfkirche Glienick                | TF Koord           | 15. Jahrhundert          | Mauerstein, achteckige Fünte aus dem 16. Jahrhundert |           |
| Gröben               | Ludwigsfelde                     | Region 2: Ludwigsfelde und Trebbin                    | Dorfkirche Gröben                  | TF Koord           | 13. Jahrhundert          | Feldstein, zur Kirchenausstattung zählt das älteste, noch erhaltene Kirchenbuch der Mark Brandenburg mit Eintragungen aus dem Jahr 1575                 |           |
| Großbeuthen          | Trebbin                          | Region 2: Ludwigsfelde und Trebbin                    | Dorfkirche Großbeuthen             | TF Koord           | 1713/1714                | Fachwerk, barocker Kanzelaltar von Aswig Hahn, Muldendecke mit 280 aufgemalten Sternen                                                                  |           |
| Groß Schulzendorf    | Ludwigsfelde                     | Region 2: Ludwigsfelde und Trebbin                    | Dorfkirche Groß Schulzendorf       | TF Koord           | 1744                     | Feldstein und Mauerstein, 1886 durch ein Querhaus sowie ein Chorquadrat zu einer Kreuzkirche erweitert, Buntglasfenster aus den 1960er Jahren           |           |
| Kerzendorf           | Ludwigsfelde                     | Region 2: Ludwigsfelde und Trebbin                    | Dorfkirche Kerzendorf              | TF Koord           | 19. Jahrhundert          | Mauerstein, Epitaph für Johannes Ludovicus le Duchat de Dorville                                                                                        |           |
| Löwenbruch           | Ludwigsfelde                     | Region 2: Ludwigsfelde und Trebbin                    | Dorfkirche Löwenbruch              | TF Koord           | 1716                     | Mauerstein, Skulptur eines Bischofs aus der zweiten Hälfte des 13. Jahrhunderts, die zu den ältesten erhaltenen Skulpturen der Mark Brandenburg zählt   |           |
| Ludwigsfelde         | Ludwigsfelde                     | Region 2: Ludwigsfelde und Trebbin                    | St. Michael                        | TF Koord           | 1953 bis 1955            | Mauerstein, Altarblatt von Gerhard Olbrich mit der Kreuzigung Christi, links davon die Versuchung und rechts der Kampf Michaels mit dem Drachen         |           |
| Nudow                | Ahrensdorf                       | Region 2: Ludwigsfelde und Trebbin                    | Dorfkirche Nudow                   | TF Koord           | 1733/1734                | Mauerstein, Kronkirche, errichtet im Auftrag Friedrich Wilhelm I.                                                                                       |           |
| Nunsdorf             | Christinendorf-Glienick          | Region 2: Ludwigsfelde und Trebbin                    | Dorfkirche Nunsdorf                | TF Koord           | 1765                     | Mauerstein, Kanzelaltar aus dem Ende des 17. Jahrhunderts, Opferstock von 1686                                                                          |           |
| Märkisch Wilmersdorf | Trebbin                          | Region 2: Ludwigsfelde und Trebbin                    | Dorfkirche Märkisch Wilmersdorf    | TF Koord           | 18. Jahrhundert          | Mauerstein, Altar mit zwei Durchgängen, damit das Abendmahl mit einem Umgang um den Altar empfangen werden kann                                         |           |
| Schünow              | Christinendorf-Glienick          | Region 2: Ludwigsfelde und Trebbin                    | Dorfkirche Schünow                 | TF Koord           | 1765 bis 1767            | Mauerstein, Kanzelaltar aus der ersten Hälfte des 18. Jahrhunderts                                                                                      |           |
| Siethen              | Ludwigsfelde                     | Region 2: Ludwigsfelde und Trebbin                    | Dorfkirche Siethen                 | TF Koord           | 13. Jahrhundert          | Feldstein, Altarretabel von 1616 mit klassischer Abfolge von Abendmahl Jesu, Kreuzigung Christi und Auferstehung sowie Himmelfahrt                      |           |
| Trebbin              | Trebbin                          | Region 2: Ludwigsfelde und Trebbin                    | St. Marien                         | TF Koord           | 1740 bis 1744            | Mauerstein, drei Messing-Kronleuchter aus der ersten Hälfte des 19. Jahrhunderts                                                                        |           |
| Trebbin              | Trebbin                          | Region 2: Ludwigsfelde und Trebbin                    | St. Anna-Kapelle                   | TF Koord           | 16. Jahrhundert          | Feldstein, lebensgroßes Kruzifix aus der Zeit um 1520                                                                                                   |           |
| Thyrow               | Trebbin                          | Region 2: Ludwigsfelde und Trebbin                    | Dorfkirche Thyrow                  | TF Koord           | 13. Jahrhundert          | Feldstein, ehemals zugesetztes Chorgiebelfenster 2007 durch Buntglasfenster ersetzt                                                                     |           |
| Wietstock            | Ludwigsfelde                     | Region 2: Ludwigsfelde und Trebbin                    | Dorfkirche Wietstock               | TF Koord           | 1764                     | Mauerstein, kelchförmige Fünte aus dem Jahr 1709 |           |
| Baruth/Mark          | Baruth-Groß Ziescht              | Region 3: Zossen, Am Mellensee und Baruth/Mark        | St. Sebastian                      | TF Koord           | 15. Jahrhundert          | Mauerstein, Staffelaltar von Abraham Jäger aus Finsterwalde aus dem Jahr 1679                                                                           |           |
| Groß Ziescht         | Baruth-Groß Ziescht              | Region 3: Zossen, Am Mellensee und Baruth/Mark        | Dorfkirche Groß Ziescht            | TF Koord           | 13. Jahrhundert          | Feldstein, weitgehend im spätromanischen Originalzustand                                                                                                |           |
| Kemlitz              | Baruth-Groß Ziescht              | Region 3: Zossen, Am Mellensee und Baruth/Mark        | Dorfkirche Kemlitz                 | TF Koord           | 1300                     | Feldstein, Schachbrettstein an der Priesterpforte |           |
| Paplitz              | Baruth-Groß Ziescht              | Region 3: Zossen, Am Mellensee und Baruth/Mark        | Dorfkirche Paplitz                 | TF Koord           | 13. oder 14. Jahrhundert | Feldstein, freistehender Glockenturm; barocke, ländliche Kirchenausstattung                                                                             |           |
| Schenkendorf         | Baruth-Groß Ziescht              | Region 3: Zossen, Am Mellensee und Baruth/Mark        | Dorfkirche Schenkendorf            | LDS Koord          | 15. Jahrhundert          | Feldstein, Altarretabel aus dem Jahr 1724, angefertigt von Luckauer Handwerkern                                                                         |           |
| Sperenberg           | Sperenberg                       | Region 3: Zossen, Am Mellensee und Baruth/Mark        | Dorfkirche Sperenberg              | TF Koord           | 1752/1753                | Feldstein, Holzkreuz von Egon Liebold sowie Kruzifix von Hermann Lorisch                                                                                |           |
| Wünsdorf             | Zossen-Wünsdorf                  | Region 3: Zossen, Am Mellensee und Baruth/Mark        | Dorfkirche Wünsdorf                | TF Koord           | 1841 bis 1843            | Feldstein, überlebensgroßes hölzernes Kruzifix |           |
| Zossen               | Zossen-Wünsdorf                  | Region 3: Zossen, Am Mellensee und Baruth/Mark        | Dreifaltigkeitskirche              | TF Koord           | 1734 bis 1739            | Mauerstein, Kanzelaltar mit geschweiftem Altartisch |           |
| Bestensee            | Bestensee-Gräbendorf             | Region 4: Mittenwalde, Dahmeseen und Schenkenländchen | Dorfkirche Bestensee               | LDS Koord          | 13. Jahrhundert          | Feldstein, Wandmalereien aus dem frühen 15. Jahrhundert                                                                                                 |           |
| Dolgenbrodt          | Bestensee-Gräbendorf             | Region 4: Mittenwalde, Dahmeseen und Schenkenländchen | Dorfkirche Dolgenbrodt             | LDS                | 1955                     | Mauerstein, Glocke diente einst der Arbeiterschaft |           |
| Gräbendorf           | Bestensee-Gräbendorf             | Region 4: Mittenwalde, Dahmeseen und Schenkenländchen | Dorfkirche Gräbendorf              | LDS Koord          | 1662                     | Feldstein, Kanzelkorb aus der Zeit um 1700 |           |
| Groß Köris           | Teupitz-Groß Köris               | Region 4: Mittenwalde, Dahmeseen und Schenkenländchen | Christuskirche                     | LDS Koord          | 1916                     | Mauerstein, letzter Kirchenentwurf von Georg Büttner |           |
| Halbe                | Märkisch Buchholz                | Region 4: Mittenwalde, Dahmeseen und Schenkenländchen | Dankeskirche                       | LDS Koord          | 1914                     | Mauerstein, Altarbibel mit einer Widmung von Viktoria Margarete von Preußen                                                                             |           |
| Mittenwalde          | Mittenwalde                      | Region 4: Mittenwalde, Dahmeseen und Schenkenländchen | St. Moritz                         | LDS Koord          | 13. Jahrhundert          | Mauerstein, spätgotische Schnitzaltar von 1514 sowie Wirkungsstätte von Paul Gerhardt                                                                   |           |
| Motzen               | Mittenwalde                      | Region 4: Mittenwalde, Dahmeseen und Schenkenländchen | Dorfkirche Motzen                  | LDS Koord          | 1754/1755                | Mauerstein, venezianische Bibel aus dem Jahr 1483 |           |
| Märkisch Buchholz    | Märkisch Buchholz                | Region 4: Mittenwalde, Dahmeseen und Schenkenländchen | Dorfkirche Märkisch Buchholz       | LDS Koord          | 1753                     | Mauerstein, finanziert von August Wilhelm von Preußen                                                                                                   |           |
| Münchehofe           | Märkisch Buchholz                | Region 4: Mittenwalde, Dahmeseen und Schenkenländchen | Dorfkirche Münchehofe              | LDS Koord          | 14. Jahrhundert          | Mauerstein, acht Epitaphe der Patronatsfamilien derer von Langen und derer von Stutternheim                                                             |           |
| Oderin               | Märkisch Buchholz                | Region 4: Mittenwalde, Dahmeseen und Schenkenländchen | Dorfkirche Oderin                  | TF Koord           | 1894                     | Mauerstein, spitzbogige Doppelfenster im unteren Geschoss des Langhauses, ergänzt durch darüberliegende Spitzbogenfenster.                              |           |
| Ragow                | Märkisch Buchholz                | Region 4: Mittenwalde, Dahmeseen und Schenkenländchen | Paul-Gerhardt-Kirche               | TF Koord           | 14. Jahrhundert          | Feldstein, neugotische Westturm als Kopie des 20 Jahre älteren Kirchturms im heute polnischen Troszyn (Mieszkowice)                                     |           |
| Teupitz              | Märkisch Buchholz                | Region 4: Mittenwalde, Dahmeseen und Schenkenländchen | Heilig-Geist-Kirche                | TF Koord           | 1346                     | Mauerstein, barocke Kanzel aus Holz, die im Jahr 1692 vom Bildhauer F. Schenk aus Lübben angefertigt wurde.                                             |           |
| Prieros              | Märkisch Buchholz                | Region 4: Mittenwalde, Dahmeseen und Schenkenländchen | Dorfkirche Prieros                 | TF Koord           | 1873 bis 1875            | Mauerstein, barocker Altar aus der zweiten Hälfte des 17. Jahrhunderts                                                                                  |           |
| Töpchin              | Märkisch Buchholz                | Region 4: Mittenwalde, Dahmeseen und Schenkenländchen | Dorfkirche Töpchin                 | TF Koord           | 1894/1895                | Mauerstein, einzige von Albert Hollenbach erhalten gebliebene Orgel mit pneumatischer Traktur                                                           |           |
| Bardenitz            | Bardenitz-Dobbrikow              | Region 5: Luckenwalde und Nuthe-Urstromtal            | Dorfkirche Bardenitz               | TF Koord           | 13. Jahrhundert          | Mauerstein, Wandmalereien vermutlich aus dem Anfang des 16. Jahrhunderts, die Heilige Katharina und am Triumphbogen das Schweißtuch der Veronika zeigen |           |
| Dobbrikow            | Bardenitz-Dobbrikow              | Region 5: Luckenwalde und Nuthe-Urstromtal            | Dorfkirche Dobbrikow               | TF Koord           | 1184 bis 1194            | Feldstein, errichtet als feudaler Profanbau, im 14. Jahrhundert von Zisterziensermönchen übernommen                                                     |           |
| Dümde                | Bardenitz-Dobbrikow              | Region 5: Luckenwalde und Nuthe-Urstromtal            | Dorfkirche Dümde                   | TF Koord           | 1793                     | Fachwerk, 1832 barock umgebaut |           |
| Felgentreu           | Bardenitz-Dobbrikow              | Region 5: Luckenwalde und Nuthe-Urstromtal            | Dorfkirche Felgentreu              | TF Koord           | 1987                     | Holz, errichtet im Finnhüttenstil |           |
| Frankenfelde         | Bardenitz-Dobbrikow              | Region 5: Luckenwalde und Nuthe-Urstromtal            | Dorfkirche Frankenfelde            | TF Koord           | 13. Jahrhundert          | Feldstein, rund 400 Jahre altes Leuchterpaar aus Messing                                                                                                |           |
| Frankenförde         | Bardenitz-Dobbrikow              | Region 5: Luckenwalde und Nuthe-Urstromtal            | Dorfkirche Frankenförde            | TF Koord           | 1300                     | Feldstein, Kanzelaltar aus dem Anfang des 18. Jahrhunderts                                                                                              |           |
| Hennickendorf        | Bardenitz-Dobbrikow              | Region 5: Luckenwalde und Nuthe-Urstromtal            | Dorfkirche Hennickendorf           | TF Koord           | 1856 bis 1858            | Feldstein, Entwurf geht auf Friedrich August Stüler zurück                                                                                              |           |
| Jänickendorf         | Bardenitz-Dobbrikow              | Region 5: Luckenwalde und Nuthe-Urstromtal            | Dorfkirche Jänickendorf            | TF Koord           | 1833 bis 1835            | Mauerstein, Entwurf nach Normalkirche Karl Friedrich Schinkels                                                                                          |           |
| Kemnitz              | Bardenitz-Dobbrikow              | Region 5: Luckenwalde und Nuthe-Urstromtal            | Dorfkirche Kemnitz                 | TF Koord           | 14. Jahrhundert          | Feldstein, Kanzelaltar aus dem 18. Jahrhundert |           |
| Klausdorf            | Bardenitz-Dobbrikow              | Region 5: Luckenwalde und Nuthe-Urstromtal            | Dorfkirche Klausdorf               | TF Koord           | 1908                     | Mauerstein und Fachwerk, dreiteiliges Fenster an der Südseite                                                                                           |           |
| Liebätz              | Woltersdorf-Jänickendorf         | Region 5: Luckenwalde und Nuthe-Urstromtal            | Dorfkirche Liebätz                 | TF Koord           | 1856                     | Mauerstein, einheitliche Kirchenausstattung von 1952 |           |
| Luckenwalde          | Luckenwalde                      | Region 5: Luckenwalde und Nuthe-Urstromtal            | St. Johannis                       | TF Koord           | 15. Jahrhundert          | Mauerstein, als Glockenturm dienender Marktturm ohne Bezug zum Bauwerk                                                                                  |           |
| Luckenwalde          | Luckenwalde                      | Region 5: Luckenwalde und Nuthe-Urstromtal            | St. Jakobi                         | TF Koord           | 1892 bis 1894            | Mauerstein, Doppelfenster auf nördlicher Empore mit der Geburt Christi                                                                                  |           |
| Luckenwalde          | Luckenwalde                      | Region 5: Luckenwalde und Nuthe-Urstromtal            | St. Petri                          | TF Koord           | 1890 bis 1892            | Mauerstein, Opferstock aus dem 16. Jahrhundert |           |
| Pechüle              | Bardenitz-Dobbrikow              | Region 5: Luckenwalde und Nuthe-Urstromtal            | Dorfkirche Pechüle                 | TF Koord           | 13. Jahrhundert          | Feldstein, langgestrecktes Tafelbild um 1360/1370 |           |
| Ruhlsdorf            | Woltersdorf-Jänickendorf         | Region 5: Luckenwalde und Nuthe-Urstromtal            | Dorfkirche Ruhlsdorf               | TF Koord           | 1904                     | Mauerstein, Orgel von Adam Eifert |           |
| Schönefeld           | Woltersdorf-Jänickendorf         | Region 5: Luckenwalde und Nuthe-Urstromtal            | Dorfkirche Schönefeld              | TF Koord           | 1911                     | Mauerstein, neobarocke Kirchenausstattung |           |
| Schöneweide          | Woltersdorf-Jänickendorf         | Region 5: Luckenwalde und Nuthe-Urstromtal            | Dorfkirche Schöneweide             | TF Koord           | 1753                     | Mauerstein, Lindholm-Harmonium |           |
| Stülpe               | Woltersdorf-Jänickendorf         | Region 5: Luckenwalde und Nuthe-Urstromtal            | Dorfkirche Stülpe                  | TF Koord           | 1562                     | Mauerstein, zwei Flügelaltäre aus der Zeit um 1420 sowie 1470                                                                                           |           |
| Woltersdorf          | Woltersdorf-Jänickendorf         | Region 5: Luckenwalde und Nuthe-Urstromtal            | Dorfkirche Woltersdorf             | TF Koord           | 1911                     | Mauerstein, Orgel der Gebrüder Dinse |           |
| Bollensdorf          | Illmersdorf-Meinsdorf-Werbig     | Region 6: Dahme/Mark und Niederer Fläming             | Dorfkirche Bollensdorf             | TF Koord           | 1953                     | Fachwerk, schlichte Kirchenausstattung |           |
| Buckow               | Dahme/Mark                       | Region 6: Dahme/Mark und Niederer Fläming             | Dorfkirche Buckow                  | TF Koord           | 15. Jahrhundert          | Mauerstein, Orgel von Gustav Heinze aus dem Jahr 1911                                                                                                   |           |
| Dahme/Mark           | Dahme/Mark                       | Region 6: Dahme/Mark und Niederer Fläming             | St. Marien                         | TF Koord           | 1186                     | Feldstein, große Patronatslogen, auf der Südseite mit dem Wappen derer von Weißenfels                                                                   |           |
| Gebersdorf           | Dahme/Mark                       | Region 6: Dahme/Mark und Niederer Fläming             | Dorfkirche Gebersdorf              | TF Koord           | 1300                     | Feldstein, reichhaltige Brüstungsmalereien, 1940 von Conrad Felixmüller restauriert                                                                     |           |
| Görsdorf             | Rosenthal und Wildau-Wentdorf    | Region 6: Dahme/Mark und Niederer Fläming             | Dorfkirche Görsdorf                | TF Koord           | 14. Jahrhundert          | Feldstein, Sandsteinaltar aus dem Jahr 1581, eine Stiftung derer von Schlieben                                                                          |           |
| Gräfendorf           | Illmersdorf-Meinsdorf-Werbig     | Region 6: Dahme/Mark und Niederer Fläming             | Dorfkirche Gräfendorf              | TF Koord           | 13. Jahrhundert          | Feldstein, Buntglasfenster aus den 1960er Jahren |           |
| Niebendorf-Heinsdorf | Dahme/Mark                       | Region 6: Dahme/Mark und Niederer Fläming             | Dorfkirche Heinsdorf               | TF Koord           | 13. Jahrhundert          | Feldstein, 1970 teilweise abgetragen, wird seit 2007 saniert                                                                                            |           |
| Hohenseefeld         | Illmersdorf-Meinsdorf-Werbig     | Region 6: Dahme/Mark und Niederer Fläming             | Dorfkirche Hohenseefeld            | TF Koord           | 13. Jahrhundert          | Feldstein, Kanzelaltar aus dem 19. Jahrhundert sowie Taufbecken aus dem 17. Jahrhundert                                                                 |           |
| Niederseefeld        | Illmersdorf-Meinsdorf-Werbig     | Region 6: Dahme/Mark und Niederer Fläming             | Dorfkirche Niederseefeld           | TF Koord           | 15. Jahrhundert          | Feldstein, spätgotische Fünte |           |
| Ihlow                | Illmersdorf-Meinsdorf-Werbig     | Region 6: Dahme/Mark und Niederer Fläming             | Dorfkirche Ihlow                   | TF Koord           | 13. Jahrhundert          | Feldstein, einige Dorfkirche im Niederen Fläming mit Doppelturmanlage                                                                                   |           |
| Kemlitz              | Dahme/Mark                       | Region 6: Dahme/Mark und Niederer Fläming             | Dorfkirche Kemlitz                 | TF Koord           | 1856                     | Mauerstein, Paramente von Magdalena Heinrich |           |
| Illmersdorf          | Illmersdorf-Meinsdorf-Werbig     | Region 6: Dahme/Mark und Niederer Fläming             | Dorfkirche Illmersdorf             | TF Koord           | 19. Jahrhundert          | Mauerstein, Kanzelaltar aus der 2. Hälfte des 17. Jahrhunderts sowie Sandsteintaufe von 1619                                                            |           |
| Kossin               | Illmersdorf-Meinsdorf-Werbig     | Region 6: Dahme/Mark und Niederer Fläming             | Dorfkirche Kossin                  | TF Koord           | 18. Jahrhundert          | Feldstein, Altar aus dem Jahr 1683, ursprünglich für Wiepersdorf gebaut                                                                                 |           |
| Lichterfelde         | Am Golmberg-Gebersdorf-Schlenzer | Region 6: Dahme/Mark und Niederer Fläming             | Dorfkirche Lichterfelde            | TF Koord           | 13. Jahrhundert          | Feldstein, Taufengel aus dem Jahr 2016 |           |
| Liedekahle           | Rosenthal und Wildau-Wentdorf    | Region 6: Dahme/Mark und Niederer Fläming             | Dorfkirche Liedekahle              | TF Koord           | 14. Jahrhundert          | Feldstein, reicht verzierter Schalldeckel der Kanzel von 1865                                                                                           |           |
| Liepe                | Dahme/Mark                       | Region 6: Dahme/Mark und Niederer Fläming             | Dorfkirche Liepe                   | TF Koord           | 13. Jahrhundert          | Feldstein, Buntglasfenster im Altarraum mit Darstellung der Aposteln                                                                                    |           |
| Ließen               | Dahme/Mark                       | Region 6: Dahme/Mark und Niederer Fläming             | Dorfkirche Ließen                  | TF Koord           | 18. Jahrhundert          | Mauerstein, barocker Taufengel |           |
| Meinsdorf            | Illmersdorf-Meinsdorf-Werbig     | Region 6: Dahme/Mark und Niederer Fläming             | Dorfkirche Meinsdorf               | TF Koord           | 1855                     | Mauerstein, größte Kirche im Bärwalder Ländchen |           |
| Merzdorf             | Am Golmberg-Gebersdorf-Schlenzer | Region 6: Dahme/Mark und Niederer Fläming             | Dorfkirche Merzdorf                | TF Koord           | 15. Jahrhundert          | Feldstein, mechanische Turmuhr sowie Glocke von 1479 |           |
| Niebendorf-Heinsdorf | Dahme/Mark                       | Region 6: Dahme/Mark und Niederer Fläming             | Dorfkirche Niebendorf              | TF Koord           | 13. Jahrhundert          | Feldstein, reichhaltige barocke Ausstattung einschließlich Taufengel                                                                                    |           |
| Niendorf             | Dahme/Mark                       | Region 6: Dahme/Mark und Niederer Fläming             | Dorfkirche Niendorf                | TF Koord           | 18. Jahrhundert          | Mauerstein, barocker Altar mit kronenartigem Schalldeckel                                                                                               |           |
| Nonnendorf           | Illmersdorf-Meinsdorf-Werbig     | Region 6: Dahme/Mark und Niederer Fläming             | Dorfkirche Nonnendorf              | TF Koord           | 1954                     | Mauerstein, kleinstes Kirchengebäude im Kirchenkreis |           |
| Petkus               | Am Golmberg-Gebersdorf-Schlenzer | Region 6: Dahme/Mark und Niederer Fläming             | Dorfkirche Petkus                  | TF Koord           | 13. Jahrhundert          | Mauerstein, Deckenmalerei mit Jugendstilelementen |           |
| Prensdorf            | Rosenthal und Wildau-Wentdorf    | Region 6: Dahme/Mark und Niederer Fläming             | Dorfkirche Prensdorf               | TF Koord           | 14. Jahrhundert          | Mauerstein, Altaraufsatz aus dem Jahr 1697 |           |
| Reinsdorf            | Illmersdorf-Meinsdorf-Werbig     | Region 6: Dahme/Mark und Niederer Fläming             | Dorfkirche Reinsdorf               | TF Koord           | 13. Jahrhundert          | Feldstein, Kanzelkorb, der von einer Engelsfigur gestützt wird                                                                                          |           |
| Riesdorf             | Illmersdorf-Meinsdorf-Werbig     | Region 6: Dahme/Mark und Niederer Fläming             | Dorfkirche Riesdorf                | TF Koord           | 13. Jahrhundert          | Feldstein, Orgel von Gottfried Wilhelm Baer |           |
| Rietdorf             | Dahme/Mark                       | Region 6: Dahme/Mark und Niederer Fläming             | Dorfkirche Rietdorf                | TF Koord           | 13. Jahrhundert          | Feldstein, Altarretabel und Kanzel aus dem 17. Jahrhundert                                                                                              |           |
| Rosenthal            | Rosenthal und Wildau-Wentdorf    | Region 6: Dahme/Mark und Niederer Fläming             | Dorfkirche Rosenthal               | TF Koord           | 13. Jahrhundert          | Feldstein, Altaraufsatz und Fünte aus 1607 |           |
| Schlenzer            | Am Golmberg-Gebersdorf-Schlenzer | Region 6: Dahme/Mark und Niederer Fläming             | Dorfkirche Schlenzer               | TF Koord           | 13. Jahrhundert          | Feldstein, Kanzelkorb auf Akanthusstaude mit drei Löwentatzen                                                                                           |           |
| Sernow               | Am Golmberg-Gebersdorf-Schlenzer | Region 6: Dahme/Mark und Niederer Fläming             | Dorfkirche Sernow                  | TF Koord           | um 1300                  | Feldstein, Kanzelaltar aus dem Jahr 1768 |           |
| Wahlsdorf            | Am Golmberg-Gebersdorf-Schlenzer | Region 6: Dahme/Mark und Niederer Fläming             | Dorfkirche Wahlsdorf               | TF Koord           | 13. Jahrhundert          | Feldstein, Orgel von Ferdinand Dinse aus dem Jahr 1888                                                                                                  |           |
| Waltersdorf          | Am Golmberg-Gebersdorf-Schlenzer | Region 6: Dahme/Mark und Niederer Fläming             | Dorfkirche Waltersdorf             | TF Koord           | 13. Jahrhundert          | Feldstein, prächtige barocke Innenausstattung |           |
| Werbig               | Illmersdorf-Meinsdorf-Werbig     | Region 6: Dahme/Mark und Niederer Fläming             | Dorfkirche Werbig                  | TF Koord           | 13. Jahrhundert          | Feldstein, schmale Turmspitze auf dem Dachfirst |           |
| Wiepersdorf          | Illmersdorf-Meinsdorf-Werbig     | Region 6: Dahme/Mark und Niederer Fläming             | Dorfkirche Wiepersdorf             | TF Koord           | 14. Jahrhundert          | Feldstein, Kanzelaltar aus dem Jahr 1701 |           |
| Wildau-Wentdorf      | Rosenthal und Wildau-Wentdorf    | Region 6: Dahme/Mark und Niederer Fläming             | Dorfkirche Wildau-Wentdorf         | TF Koord           | 13. Jahrhundert          | Feldstein, Truhe im Chor aus dem Jahr 1205, Fünte von 1588                                                                                              |           |
| Zagelsdorf           | Rosenthal und Wildau-Wentdorf    | Region 6: Dahme/Mark und Niederer Fläming             | Dorfkirche Zagelsdorf              | TF Koord           | 14./15. Jahrhundert      | Feldstein, Fünte aus dem Jahr 1733 |           |
| Borgisdorf           | Borgisdorf-Oehna                 | Region 7: Rund um Jüterbog                            | Dorfkirche Borgisdorf              | TF Koord           | 13. Jahrhundert          | Feldstein, Bronzeglocke von 1581 |           |
| Bochow               | Borgisdorf-Oehna                 | Region 7: Rund um Jüterbog                            | Dorfkirche Bochow (Niedergörsdorf) | TF Koord           | 14. Jahrhundert          | Feldstein, hölzerner Kanzelaltar von 1701 |           |
| Dennewitz            | Borgisdorf-Oehna                 | Region 7: Rund um Jüterbog                            | Dorfkirche Dennewitz               | TF Koord           | um 1300                  | Feldstein, barocker Kanzelaltar von 1730 |           |
| Fröhden              | Jüterbog                         | Region 7: Rund um Jüterbog                            | Dorfkirche Fröhden                 | TF Koord           | 14. Jahrhundert          | Feldstein, lebensgroßer Engel mit Kelch und Patene von 1760                                                                                             |           |
| Gölsdorf             | Niedergörsdorf                   | Region 7: Rund um Jüterbog                            | Dorfkirche Gölsdorf                | TF Koord           | 13. Jahrhundert          | Feldstein, Bronzeglocke aus dem 13. Jahrhundert |           |
| Grüna                | Jüterbog                         | Region 7: Rund um Jüterbog                            | Dorfkirche Grüna                   | TF Koord           | 1873/1874                | Mauerstein, Orgel von Wilhelm Lobbes |           |
| Höfgen               | Borgisdorf-Oehna                 | Region 7: Rund um Jüterbog                            | Dorfkirche Höfgen                  | TF Koord           | 1878/1879                | Mauerstein, Druckwindharmonium der Firma Trayser von 1870                                                                                               |           |
| Hohenahlsdorf        | Borgisdorf-Oehna                 | Region 7: Rund um Jüterbog                            | Dorfkirche Hohenahlsdorf           | TF Koord           | 13. Jahrhundert          | Feldstein, Kreuzigungsgemälde von 1676 |           |
| Hohengörsdorf        | Borgisdorf-Oehna                 | Region 7: Rund um Jüterbog                            | Dorfkirche Hohengörsdorf           | TF Koord           | 13. Jahrhundert          | Feldstein, hoher Kanzelaltar mit gesprengtem Giebel und Strahlenkranz                                                                                   |           |
| Jüterbog             | Jüterbog                         | Region 7: Rund um Jüterbog                            | Liebfrauenkirche                   | TF Koord           | 1161                     | Mauerstein, zweitälteste erhaltene Kirche in Brandenburg                                                                                                |           |
| Jüterbog             | Jüterbog                         | Region 7: Rund um Jüterbog                            | St. Nikolai                        | TF Koord           | 1307                     | Mauerstein, Tetzelkasten |           |
| Jüterbog             | Jüterbog                         | Region 7: Rund um Jüterbog                            | St. Jacobi                         | TF Koord           | 13. Jahrhundert          | Feldstein, Sandsteinaltar von 1736 |           |
| Kaltenborn           | Niedergörsdorf                   | Region 7: Rund um Jüterbog                            | Dorfkirche Kaltenborn              | TF Koord           | 13. Jahrhundert          | Feldstein, Orgel von Johann Tobias Turley |           |
| Kloster Zinna        | Kloster Zinna                    | Region 7: Rund um Jüterbog                            | Klosterkirche St. Maria            | TF Koord           | 12. Jahrhundert          | Feldstein, Teil der Gesamtanlage des Klosters Zinna |           |
| Körbitz              | Borgisdorf-Oehna                 | Region 7: Rund um Jüterbog                            | Dorfkirche Körbitz                 | TF Koord           | 13. Jahrhundert          | Feldstein, barocker Kanzelaltar aus dem Anfang des 18. Jahrhunderts mit Monogramm des Herzogs von Sachsen-Weißenfels                                    |           |
| Langenlipsdorf       | Borgisdorf-Oehna                 | Region 7: Rund um Jüterbog                            | Dorfkirche Langenlipsdorf          | TF Koord           | 13. Jahrhundert          | Feldstein, Altaraufsatz mit seitlichen Durchgängen aus den Jahren 1714/1715                                                                             |           |
| Lindow               | Niedergörsdorf                   | Region 7: Rund um Jüterbog                            | Dorfkirche Lindow                  | TF Koord           | 12. Jahrhundert          | Feldstein, Sandsteintaufe aus der Zeit um 1500 |           |
| Markendorf           | Jüterbog                         | Region 7: Rund um Jüterbog                            | Dorfkirche Markendorf              | TF Koord           | 13. Jahrhundert          | Feldstein, Orgel von Barnim Grüneberg aus dem Jahr 1904                                                                                                 |           |
| Niedergörsdorf       | Niedergörsdorf                   | Region 7: Rund um Jüterbog                            | Dorfkirche Niedergörsdorf          | TF Koord           | um 1200                  | Feldstein, Altar aus der 2. Hälfte des 17. Jahrhunderts                                                                                                 |           |
| Neuhof               | Jüterbog                         | Region 7: Rund um Jüterbog                            | Dorfkirche Neuhof                  | TF Koord           | 14. Jahrhundert          | Feldstein, Kanzelaltar aus der Zeit um 1700 |           |
| Oehna                | Borgisdorf-Oehna                 | Region 7: Rund um Jüterbog                            | Dorfkirche Oehna                   | TF Koord           | 13. Jahrhundert          | Feldstein, Kanzelaltar aus der zweiten Hälfte des 17. Jahrhunderts                                                                                      |           |
| Rohrbeck             | Niedergörsdorf                   | Region 7: Rund um Jüterbog                            | Dorfkirche Rohrbeck                | TF Koord           | 14. Jahrhundert          | Feldstein, Kanzelaltar aus der 1. Hälfte des 18. Jahrhunderts                                                                                           |           |
| Welsickendorf        | Borgisdorf-Oehna                 | Region 7: Rund um Jüterbog                            | Dorfkirche Welsickendorf           | TF Koord           | 13. oder 14. Jahrhundert | Feldstein, Kirchenausstattung von Abraham Jäger |           |
| Werder               | Jüterbog                         | Region 7: Rund um Jüterbog                            | Dorfkirche Werder                  | TF Koord           | 12. Jahrhundert          | Feldstein, Einbaumtruhe mit Eisenbeschlägen aus dem 13. Jahrhundert                                                                                     |           |
| Wölmsdorf            | Niedergörsdorf                   | Region 7: Rund um Jüterbog                            | Dorfkirche Wölmsdorf               | TF Koord           | um 1300                  | Feldstein, Schnitzfiguren aus der Zeit um 1470/1480 |           |
| Zellendorf           | Niedergörsdorf                   | Region 7: Rund um Jüterbog                            | Dorfkirche Zellendorf              | TF Koord           | 1849                     | Mauerstein, Glasgemälde des segnenden Christi aus dem Anfang des 20. Jahrhunderts                                                                       |           |